# Partit Nacionalista Còrnic
Partit Nacionalista Còrnic (còrnic Party Kenethlegek Kernow) és un partit polític de Cornualla, fundat per James Whetter el 28 de maig de 1975 com a escissió del Mebyon Kernow i que reclama l'autogovern per a Cornualla.
Va existir un partit amb un nom semblant (Partit Nacional Còrnic) el 1969.
L'escissió es va produir durant la campanya per l'autogovern del Regne Unit que estaven duent a terme el Partit Nacional Escocès i el Plaid Cymru, que plantejaven com un primer pas cap a la independència. Representava l'ala dretana que no volia acceptar que els arguments purament econòmics no fossin més importants que els culturals. Pretenia preservar la identitat de Cornualla i desenvolupar la seva economia, així com encoratjar els lligams amb altres pobles. També va donar suport al còrnic unificat, la llengua literària moderna, i commemorava la mort de Thomas Flamank, líder de la rebel·lió cornuallesa de 1497, en una cerimònia anual a Bodmin, el 27 de juny de cada any.
Tot i que el PNC no era pas una organització racista, mostrava uns plantejaments nacionals a la manera del Partit Nacional Britànic (BNP). Avui dia, el PNC és vist més com un grup de pressió que no presenta candidats a les eleccions locals, generals o europees, ni està enregistrat en el registre de partits del Regne Unit, a diferència del Mebyon Kernow. El dr. Whetter encara publica el quatrimestral An Baner Kernewek (La bandera cornuallesa), gràcies a les accions de l'Institut Roseland.